# Городское поселение Ожерелье
Городско́е поселе́ние Ожере́лье — бывшее (до 2015) муниципальное образование (городское поселение) в упразднённом Каширском муниципальном районе Московской области. Было образовано в 2005 году. Включало 4 населённых пункта, крупнейшим из которых был упразднённый город Ожерелье. Площадь территории городского поселения — 2112 га.

## Население
| 2006    | 2007    | 2008    | 2009    | 2010    | 2011    |
| ------- | ------- | ------- | ------- | ------- | ------- |
| 11 469  | ↘11 074 | ↘10 515 | ↗10 858 | ↘10 766 | ↗10 828 |
| 2012    | 2013    | 2014    | 2015    |         |         |
| →10 828 | ↘10 666 | ↘10 571 | ↘10 540 |         |         |

## История
В ходе муниципальной реформы, проведённой после принятия федерального закона 2003 года «Об общих принципах организации местного самоуправления в Российской Федерации», в Московской области были сформированы городские и сельские поселения.
Городское поселение Ожерелье было образовано согласно закону Московской области от 28 февраля 2005 г. № 71/2005-ОЗ «О статусе и границах Каширского муниципального района и вновь образованных в его составе муниципальных образований».
В состав городского поселения вошли город Ожерелье, а также посёлок Ожерельевского плодолесопитомника и деревни Пенье и Грабченки, входившие в Ледовский и Базаровский сельские округа. Старое деление на сельские округа было отменёно позже, в 2006 году.
Упразднёно 11 октября 2015 в связи с преобразованием Каширского муниципального района в городской округ.

## Состав
В состав городского поселения Ожерелье входили 4 населённых пункта:
| Вид     | Наименование                      | Население, чел. | ОКАТО          | Бывшая административная единица |
| ------- | --------------------------------- | --------------- | -------------- | ------------------------------- |
| деревня | Грабченки                         | ↘80             | 46 220 802 007 | Базаровский сельский округ      |
| город   | Ожерелье                          | ↘10 292         | 46 220 504     |                                 |
| посёлок | Ожерельевского плодолесопитомника | ↘205            | 46 220 816 003 | Ледовский сельский округ        |
| деревня | Пенье                             | ↘12             | 46 220 816 004 | Ледовский сельский округ        |